# Martín Tonso
Martín Tonso, né le 19 octobre 1989 à Gödeken dans la province de Santa Fe (Argentine), est un footballeur international argentin évoluant avec le club chilien de Colo Colo.

## Biographie
Avec le club des Newell's Old Boys, il atteint les demi-finales de la Copa Libertadores en 2013, en étant éliminé par l'équipe brésilienne de l'Atlético Mineiro. Lors de cette compétition, il inscrit un but contre l'Universidad de Chile le 12 mars 2013.

## Carrière
- 2011-2015 : Newell's Old Boys  Argentine
- 2016- : Colo Colo  Chili

## Palmarès
- Champion d'Argentine en 2013 (Clôture) avec les Newell's Old Boys